# 서인

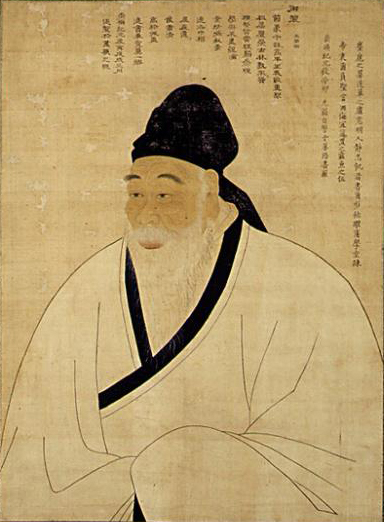

서인(西人)은 조선 시대 붕당정치 초기의 당파로, 1575년(선조 8)의 동서분당(東西分黨)으로 생긴 당파의 하나이다. 사림파 가운데 훈구파와 기존 사림파를 강하게 비판했던 동인(東人)과는 달리 비교적 온건파의 입장을 취했던 관료들을 중심으로 성립된 당파이다. 서인은 '신권' 강화,  동인은 '왕권' 강화 주장을 깔고 있었다.
초대 당수는 심의겸이었으며, 이후 이이, 성혼, 정철과 김류, 이귀, 김자점 이후에는 이이와 성혼의 제자인 김장생과 김집의 문인들과 김육 계열이 당을 이끌어갔다. 인조 반정 이후 산림숭용과 국혼물실을 당 강령으로 삼기도 했다.

## 역대 영수
- 홍섬
- 이탁
- 권철
- 심수경
- 박순
- 정철
- 정지연
- 심의겸
- 정유길
- 윤두수
- 윤근수
- 유홍
- 이헌국
- 이항복
- 한응인
- 윤방
- 신흠
- 오윤겸
- 이정구
- 김상용
- 이홍주
- 김장생
- 심열
- 홍서봉
- 이성구
- 신경진
- 김상헌
- 최명길
- 강석기
- 심기원
- 서경우
- 이경여
- 이경석
- 남이웅
- 이행원
- 김집
- 김육
- 조익
- 원두표
- 이시백
- 이시방
- 한흥일
- 구인후
- 정태화
- 심지원
- 이후원
- 정유성
- 송시열
- 송준길
- 김좌명
- 김우명
- 홍명하
- 정치화
- 정지화
- 이경억
- 홍중보
- 이완
- 김석주
- 김수항
- 김수흥
- 민유중
- 민정중
- 이상진
- 김만기
- 김만중
- 이단하
- 조사석
- 남구만
- 정재숭
- 이숙
- 이익
- 여성제

## 주요 인물
- 이이
- 성혼
- 박순
- 정철
- 조헌
- 신흠
- 김류
- 이귀
- 김육
- 윤집
- 유홍
- 김집
- 심열
- 윤두수
- 고경명
- 이항복
- 오윤겸
- 최명길
- 김자점
- 송상현
- 홍익한
- 오달제
- 김석주
- 한응인
- 김상헌
- 김장생
- 김천일
- 송시열
- 송준길
- 홍서봉
- 이성구
- 이홍주
- 윤방
- 안방준
- 정태화
- 정치화
- 정지화
- 홍명하
- 한교
- 심지원
- 이경석
- 이시백
- 원두표
- 김계휘
- 이식
- 박세채
- 이승훈
- 정약용
- 정약전
- 안정복
- 신후담
- 정약종
- 채제공
- 이가환
- 홍낙안
- 홍의호

## 노론계열
- 송시열
- 김만중
- 이정구
- 홍국영
- 박지원
- 김조순
- 김정희

## 소론계열
- 윤증
- 남구만
- 류상운
- 최석정
- 오명항
- 박문수
- 조현명

## 특징
초기에는 학문적 구심점이 없어 큰 힘을 발휘하지 못했으나 나중에 서인을 자처하게 된 이이와 성혼을 중심으로 학문적 계통을 형성하였다. 지역적으로는 경기도, 충청도, 황해도의 기호지역 명문가 출신들을 중심으로 하였고, 시기적으로는 명종 때 심의겸의 도움을 받아 일찍 정계에 진출하여 중앙정계에서 오래 활동한 선배 사림파들을 중심으로 하였다. 이러한 든든한 배경은 서인이 조선 후기 정계에서 가장 유력한 당파로 오래 살아남을 수 있도록 한 기반을 만들어 주었다. 학문적으로 서인은 이이와 성혼의 학설에 주로 기대면서도 동인 계통의 학문적 본원인 이황의 업적을 인정하는 입장에 있었다. 또한 임진왜란 이전에는 십만양병설 등을 주장한 이이의 실용적 기풍을 계승하여 보다 현실적인 정치를 추구하였으나 광해군 이후로는 보수적인 색채로 돌아서 주자학의 명분론과 예론을 철저히 수호하는 입장에 섰다. 이러한 서인의 기풍은 결국 정묘호란과 병자호란을 유발시키는 원인이 되었다.

### 신덕왕후 복권 여론
1669년(현종 10년) 우암 송시열에 의해 신덕왕후 복위가 건의되었다. 서인은 당론으로써 신덕왕후를 복권시켜야 된다는 여론을 조성하였다.
| “ | 태종대왕께서는 성대한 덕과 순일한 효성이 천고에 탁월하시니 요임금이 전하듯, 순임금이 이어받듯 질서가 정연하다고 사변에 대처할 방법이 없었으나 유독 신덕왕후에 대해서만 능침의 의절에 손상이 있고 배향하는 예가 오래도록 결손되었습니다. 이는 당시의 예관이 예의 참뜻을 몰라 이렇게 된 것에 불과합니다. | ” |

형식은 송시열의 상소를 현종이 받아들이는 것이었다. 그 과정에서 태종의 잘못된 조치를 바로잡는다고 할 수 없으니 모든 죄는 당시 태종을 보필했던 신하가 뒤집어 쓸 수 밖에 없었다. 서인들은 만장일치로 지지를 보냈고, 남인이나 기타 군소집단도 반대할 수가 없게 됐다. 이로써 신덕왕후는 복위되어 종묘에 모셔지고 정릉은 왕릉으로서의 상설을 갖추게 되었다.

### 소현세자 일가 복위 여론
소현세자가 의문의 죽음을 당할 당시 산림에 있던 재야 서인들은 소현세자와 세자빈 강씨 등이 억울하게 죽었다고 확신한다. 결국 재야의 산림 서인들은 소현세자를 죽음으로 몰고간 서인 공신계열을 권세에 아첨한 자들로 봤고 김류, 이귀가 죽자 김자점을 집중 공격하여 몰락시킨다.
효종 즉위 초부터 송시열, 송준길은 소현세자가 억울하게 죽었음을 공론화시켜 소현세자와 세자빈 강씨의 복위를 주장하였다. 이 주장은 서인의 당론으로 채택, 1651년(효종 2년) 김홍욱이 주장한 바와 같이 서인은 소현세자와 세자빈을 억울하게 희생당한 것으로 간주하였다.
효종은 내심 불쾌하게 생각하였으나 이를 벌하지는 못했다. 그러나 이와 같은 주장은 1차 예송 당시 윤선도와 남인에 의해 효종의 정통을 부인하려는 행위로 몰리게 된다.
서인에서는 소현세자 일가의 억울한 죽음을 언급했고, 남인에서는 이를 효종의 종통을 부인한 것처럼 몰고갔다. 그러나 남인의 공세에도 불구하고 민회빈 강씨는 숙종때 송시열 등의 주청으로 복위된다.

### 단종, 사육신 복권 여론
1680년대에는 송시열을 중심으로 단종 복위 여론이 조성되었다. 노산군을 추복하는 근거로 노산군이 세조에게 양위하였고, 세조가 노산군을 상왕으로 모신 것이며 쫓아낸 것은 아니다. 또한 단종을 죽게 한 것도 세조의 본심이 아니라는 것이다.
또 송시열은 세조가 사육신을 “당대에는 난신(亂臣)이나 후세에는 충신(忠臣)”이라한 것 역시 단종 복위의 근거로 제시하였다. 결국 그와 같은 노력으로 1691년 사육신을 복권시키고 1694년(숙종 20) 갑술환국 직후에는 노산군을 추복한다. 노산군은 묘호를 단종(端宗)이라 하고, 능호를 장릉(莊陵)이라 했다.

## 변화
1573년경 이조 전랑의 자리를 놓고 김효원을 제수하려 한 세력과 심의겸의 아우 심충겸을 제수하려 한 세력이 서로 대립하면서, 이를 계기로 각각 동인과 서인으로 나뉘었다.
초기의 중심인물은 박순(朴淳)·정철·김계휘(金繼輝)·윤두수 등이다. 선조 대에는 동인의 적극적 입장에 밀려 수세적인 입장을 취하였으며, 이이(李珥) 생존 시에는 대체로 동인보다 우세한 위치에 있었으나, 그가 죽은 후 한때 동인에게 눌렸다. 1589년(선조 22) 기축옥사를 계기로 정철을 중심으로 잠시 세력을 만회하였으나 세자 책봉문제로 정철이 파직되면서 동인에게 밀리다가 임진왜란 초반 패전의 책임을 물어 실각하였다. 그리고 광해군의 등극을 반대하고 영창대군을 지지하였으므로, 광해군의 등극과 함께 중도적인 이항복을 제외하고는 북인(北人)에게 완전히 밀려 위축되었다.
이후 30여 년간 동인에게 눌려 오던 중 1623년 인조 반정으로 세력을 회복하고, 반정에 가담한 서인을 공서(功西), 가담하지 않은 서인을 청서(淸西)라 하였다. 이때 공서는 김류, 최명길, 신경진, 이서, 구굉, 김자점 등이었다. 그 뒤 숙종 대까지 남인과 병존하며 정국을 안정시키는 데 공헌하였다.
공서는 노서(老西)와 소서(少西), 청서는 산당(山黨)과 한당(漢黨)으로 다시 나누어졌으나, 효종 즉위 직전에 송시열·송준길(宋浚吉) 등이 나서서 서인을 다시 통일하고, 동인의 일파인 남인을 억압하였다. 효종 때는 김집을 필두로 송시열, 김만중, 남구만 등이 활약을 하였다.
현종 때부터 남인이 점점 서인에 박두하여 서인을 위협하더니(제1차 복상문제), 숙종 때는 양파가 치열한 정쟁을 전개하여(제2차 복상문제) 마침내 남인에게 세력을 빼앗기게 되었다.
1680년(숙종 6)의 경신대출척으로 세력을 만회한 후, 서인의 영수 송시열을 중심으로 한 노장파와 그 제자 윤증을 비롯한 조지겸(趙持謙)·한태동 등 소장파 사이의 불화로 마침내 서인은 노·소(老少) 양파로 분열·상쟁(相爭)하여, 그 통일적 색체를 잃었다.
1694년(숙종 20) 이후에는 남인은 완전히 정치의 권외(圈外)로 제거되고,  순조 세도정치 등장 이후 사라지게 된다
대표적 인물로는 윤두수와 윤근수 형제, 이항복, 정철, 송시열, 윤증 등이 있었다.

## 같이 보기
- 동인
- 남인 / 북인